# Список лётчиков-асов Второй мировой войны
Вторая мировая война наряду с сражениями сухопутных войск, стала невиданным в истории противоборством авиационных сил воюющих государств, из которых значительную роль играла истребительная авиация. Ожесточённые воздушные бои практически непрерывно велись на всех театрах военных действий, и в них лётчики-истребители добились десятков тысяч воздушных побед, чего не было ранее и не повторилось со времён этой войны.
Однако количество побед в воздухе остаётся дискуссионным также со времён войны и на протяжении всех последующих десятилетий. Как правило, количество заявленных побед одной стороны не подтверждается данными противоборствующей стороны. Истинное количество побед большинства асов установить невозможно, поэтому в литературе обычно указывается то число побед, которое было засчитано на счёт аса его командованием.
Сбившим наибольшее количество самолётов асом стран антигитлеровской коалиции считается советский лётчик Иван Кожедуб, на счету которого 64 самолёта противника. Лётчиком-истребителем, имеющим наибольшее число побед в истории авиации — 352, является ас (эксперт) люфтваффе Эрих Хартманн. 104 лётчика нацистской Германии записали на свои счета по 100 и более побед, а 34 немецких аса имели на личном боевом счету по 150 и более побед (по непроверенным данным, общее число сбитых ими машин — 6582). Среди асов других стран лидерство принадлежит финну Эйно Илмари Юутилайнену, на счету которого 94 самолёта противника.
Списки в данной статье не могут претендовать на полноту охвата всех асов и составлены исключительно для наглядности и сопоставления боевых результатов ведущих асов стран-участниц Второй мировой войны. Они охватывают лишь наиболее результативных асов.

## Фотогалерея лучших асов по странам

Лидеры по странам
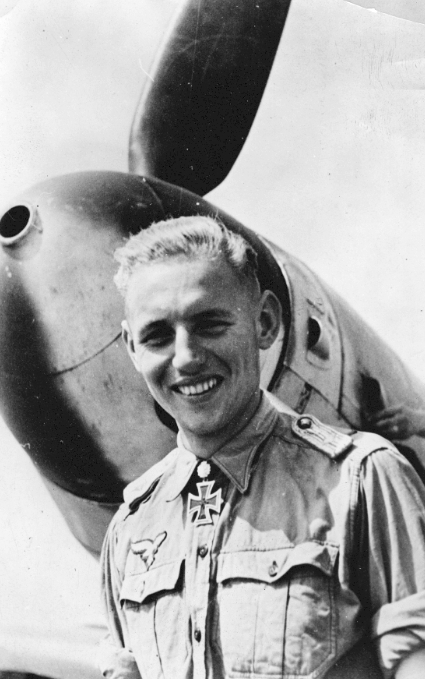
Германия: Хартманн, Эрих Альфред (352)
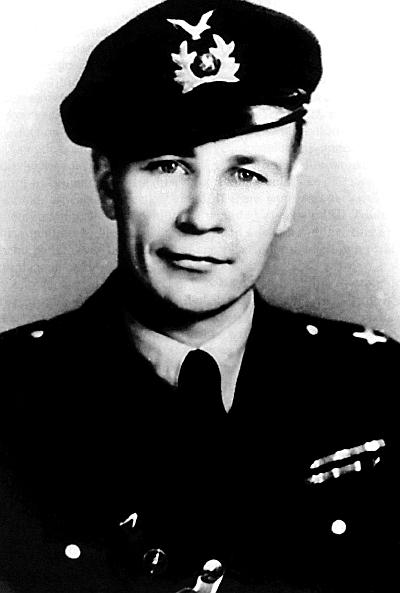
Финляндия: Илмари Юутилайнен (94)
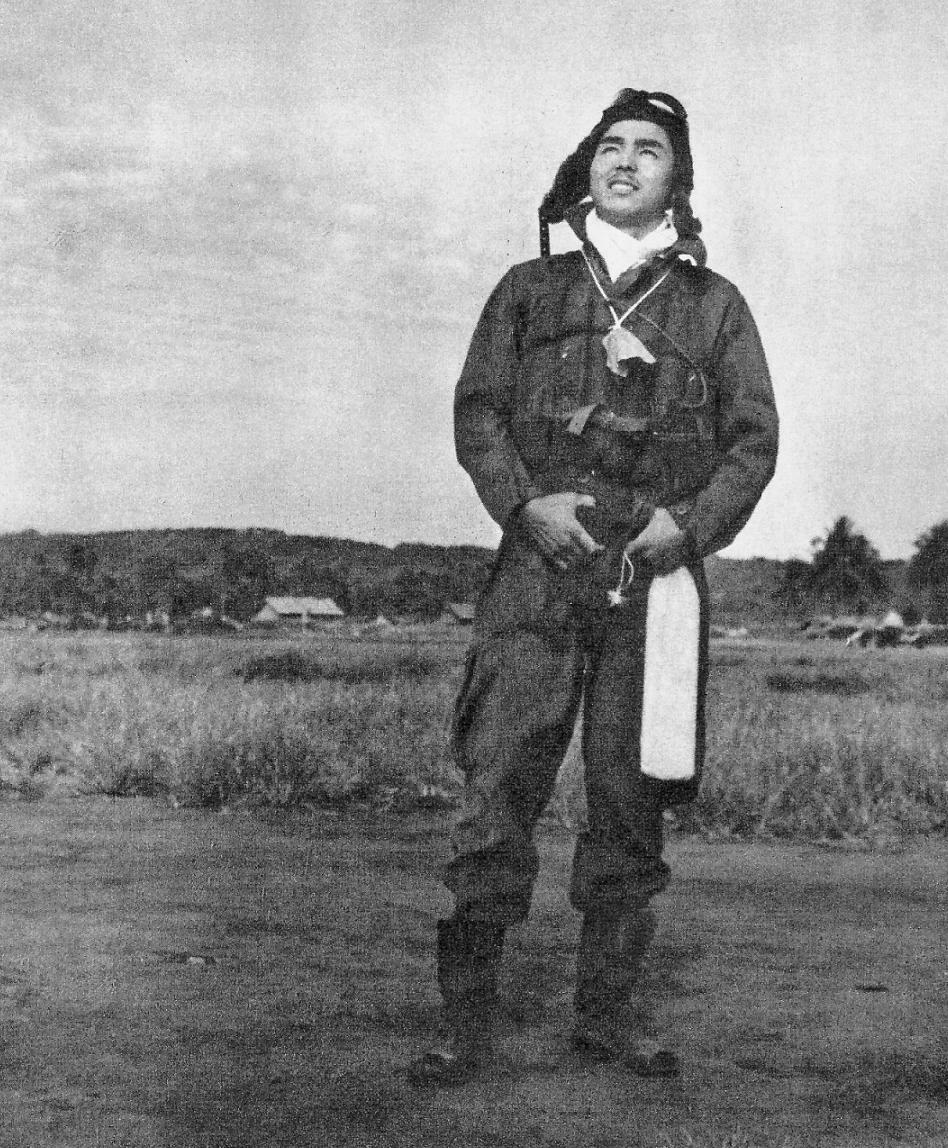
Япония: Хироёси Нисидзава (87)
СССР: Иван Кожедуб (64)
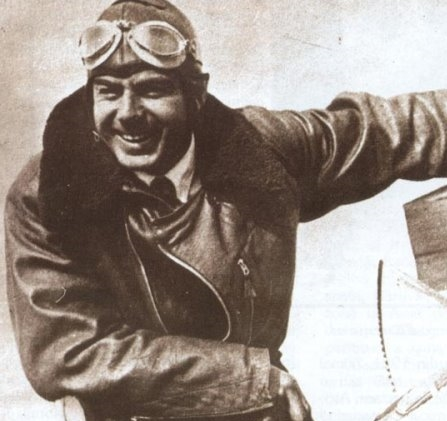
Румыния: Константин Кантакузино (54)
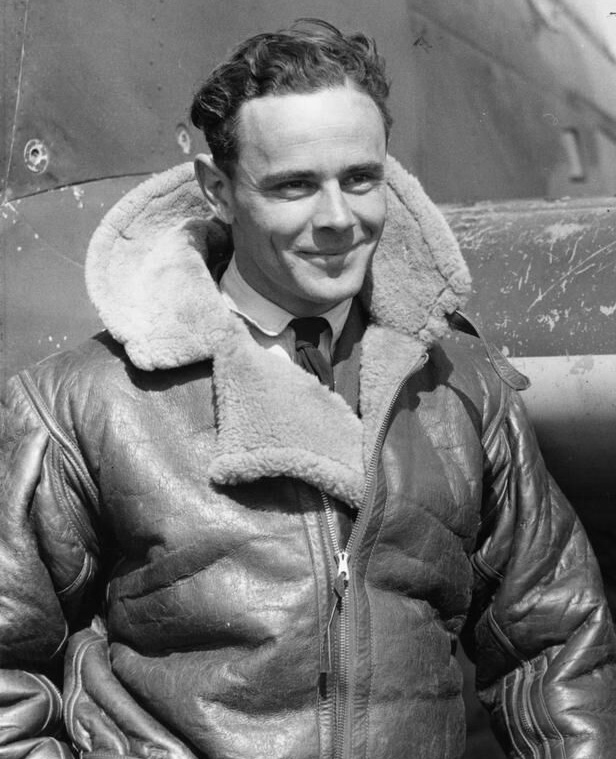
Великобритания: Мармадюк Пэттл (51)
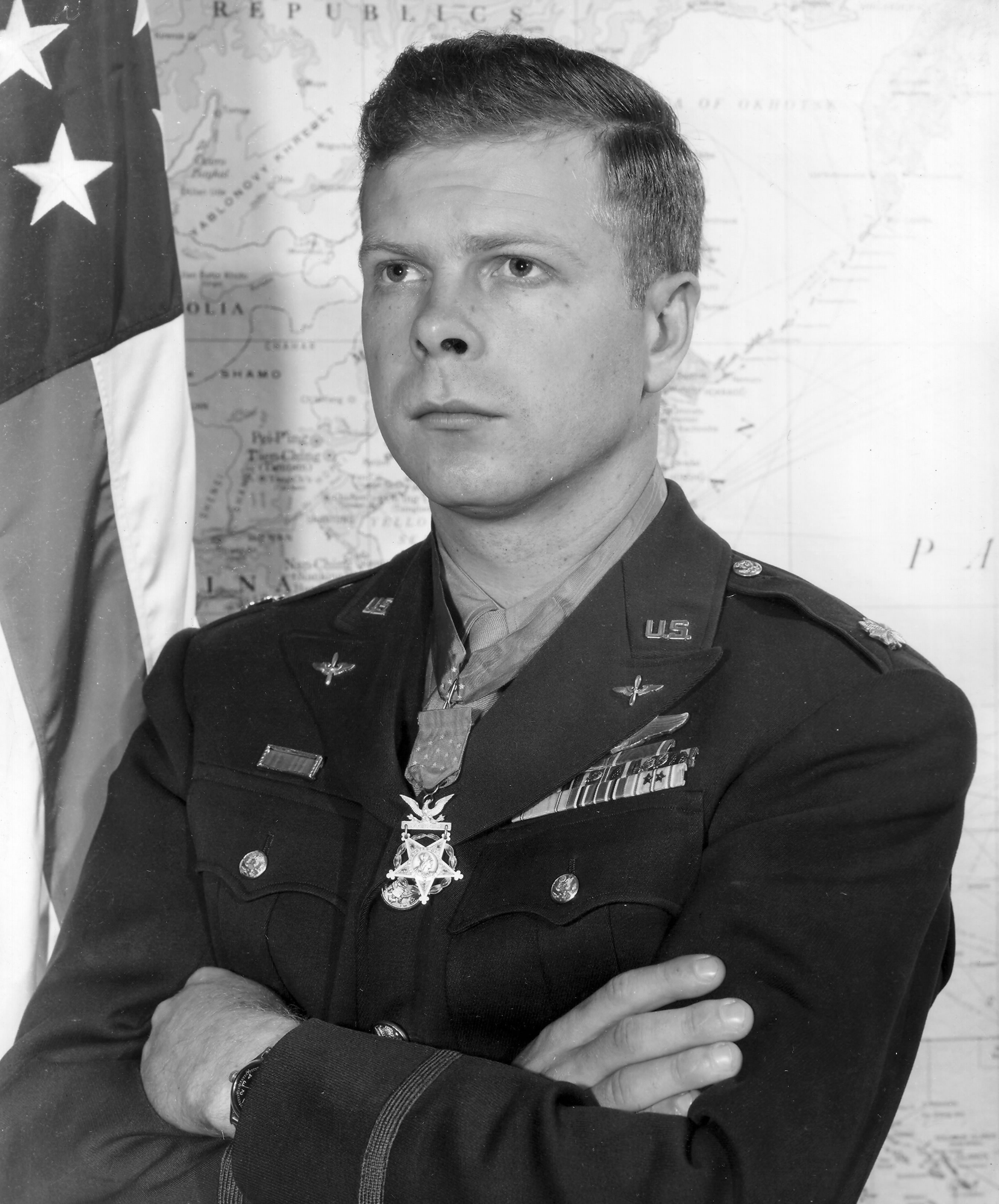
США: Ричард Бонг (40)
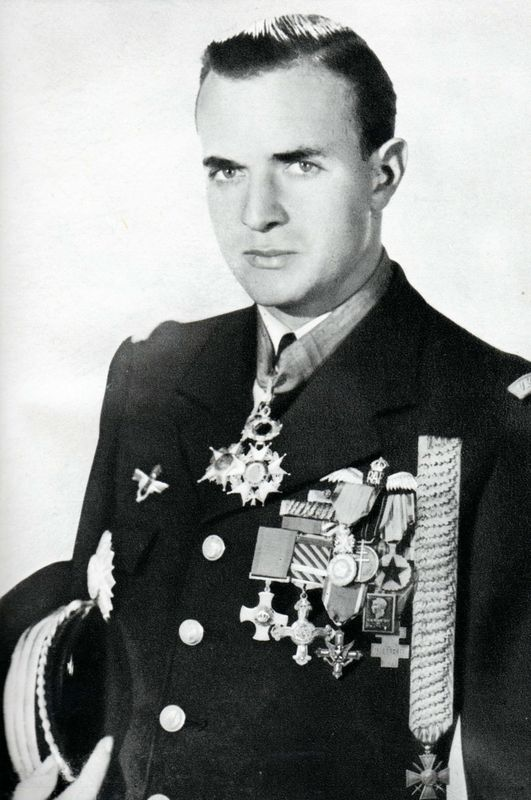
Франция: Пьер Клостерман (33)
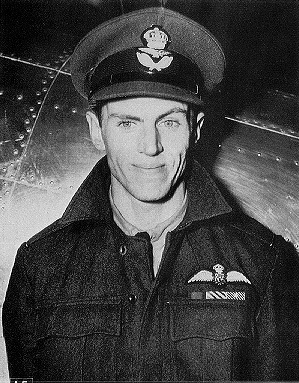
Канада: Джордж Бёрлинг (31)
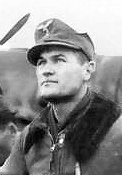
Хорватия: Мато Дуковац (30)
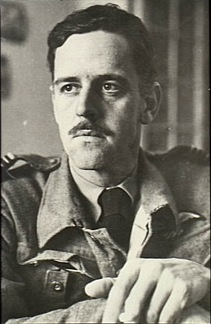
Австралия: Клайв Колдуэлл (28)
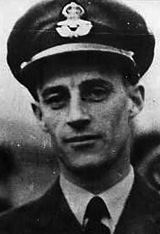
Новая Зеландия: Колин Грей (27)
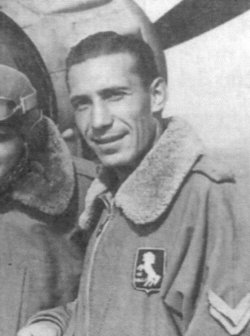
Италия: Терезио Мартиноли (22)
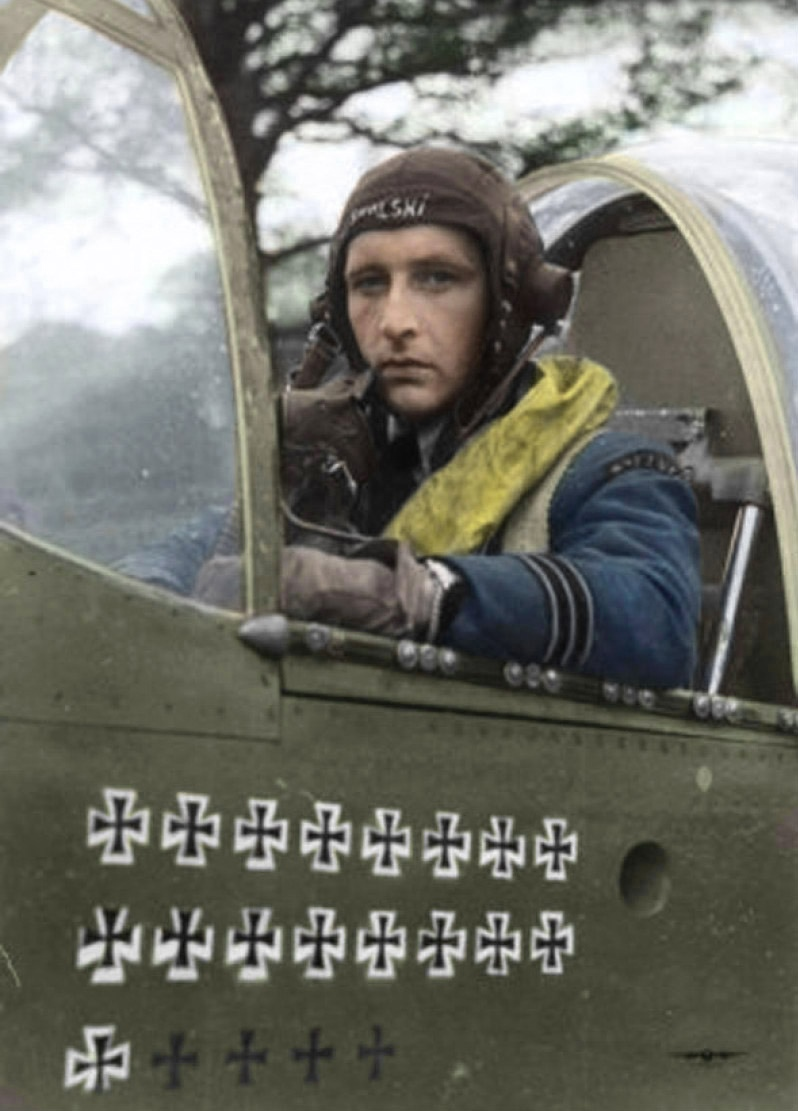
Польша: Станислав Скальский (18)
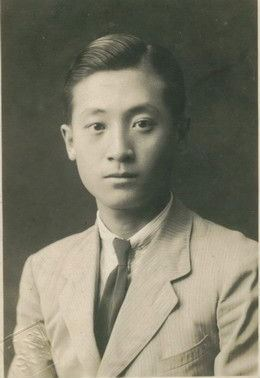
Китай: Лю Чи-Шень (10)

Ниже приводится список лётчиков-асов Второй мировой войны по странам-участницам, с учётом количества совершённых вылетов, типа самолёта, на котором летал лётчик.

## Австралия
| Фамилия, Имя                                          | Авиационный полк                                             | Победы личные | Победы в группе | Самолёт              | Количество вылетов / воздушных боёв | Примечания |
| ----------------------------------------------------- | ------------------------------------------------------------ | ------------- | --------------- | -------------------- | ----------------------------------- | --- |
| Колдуэлл, Клайв англ. Clive Caldwell                  | No.250, No.112 Sqn RAF; No.1, No.80 Sqn RAAF                 | 27            | 3               | P-40, Спитфайр       |                                     | |
| Траскотт, Кейт англ. Keith Truscott                   |                                                              | 17            |                 | P-40, Спитфайр       |                                     | О победах К. Траскотта данные противоречивые: по другим данным 20 подтвержденных побед и 5 неподтвержденных, есть публикации о 14 подтверждённых личных победах и 3 неподтверждённых. Погиб в авиакатастрофе 28 марта 1943. |
| Голдсмит, Эдриан англ. Adrian Goldsmith               | No.126, No.242, No.452 Sqn RAF                               | 16            | 1               | Харрикейн, Спитфайр  |                                     | |
| Уэдди, Джон Ллойд англ. John Lloyd Waddy              | No.250, No.260 Sqn RAF; No.4 Sqn SAAF; No.92, No.80 Sqn RAAF | 15            | 1               | P-40, Спитфайр       |                                     | |
| Каллен, Найджел англ. Nigel Cullen                    | No.80 Sqn RAF                                                | 15            |                 | Гладиатор, Харрикейн |                                     | Погиб в воздушном бою 4 марта 1941. |
| Хьюз, Патерсон Кларенс англ. Paterson Clarence Hughes | No.234 Sqn RAF                                               | 14            | 3               | Спитфайр             |                                     | Погиб в воздушном бою 7 сентября 1940 г. |

## Бельгия
Военно-воздушные силы Бельгии вступили в Вторую мировую войну в мае 1940 года. После поражения и оккупации Бельгии основная часть бельгийских пилотов перелетела в Великобританию, где в составе Королевских ВВС Великобритании были сформированы две бельгийские истребительные эскадрильи (340-я и 350-я). В их составе бельгийские лётчики-истребители продолжили войну, 9 из них стали асами, добившись 5 и более воздушных побед.  
| Фамилия, Имя Отчество                                         | Авиационный полк | Победы личные | Победы в группе | Самолёт | Количество вылетов / воздушных боёв | Примечания |
| ------------------------------------------------------------- | ---------------- | ------------- | --------------- | ------- | ----------------------------------- | ---------- |
| де Бергандаль, Иван дю Монсо фр. Ivan Du Monceau de Bergandal |                  | 8             |                 |         |                                     |            |

## Болгария
| Фамилия, Имя Отчество | Авиационный полк        | Победы личные | Победы в группе | Самолёт                 | Количество вылетов / воздушных боёв | Примечания |
| --------------------- | ----------------------- | ------------- | --------------- | ----------------------- | ----------------------------------- | ---------- |
| Стоянов, Стоян Илиев  | 6-й истребительный полк | 4             | 1               | Messerschmitt Bf.109E-7 | 35                                  |            |

## Великобритания
| Фамилия, Имя, Отчество                          | Эскадрилья/Крыло                                       | Победы личные | Победы в группе | Самолёт                     | Количество вылетов / воздушных боев | Примечания                                                    |
| ----------------------------------------------- | ------------------------------------------------------ | ------------- | --------------- | --------------------------- | ----------------------------------- | ------------------------------------------------------------- |
| Пэттл, Мармадюк Marmaduke Pattle                | 80-я эскадрилья RAF 33-я эскадрилья RAF                | 51            |                 | Гладиатор, Харрикейн        |                                     | Пилот Южной Африки, входящей в то время в Британскую империю. |
| Джонсон, Джеймс Эдгар James Edgar Johnson       | No. 610, No. 616 Sqn; No. 127, No. 144 (Canadian) Wing | 34            | 7               | Спитфайр                    | 515                                 | Все победы — над одномоторными истребителями.                 |
| Вэйл, Уильям англ. William Vale                 | 33-я эскадрилья RAF 80-я эскадрилья RAF                | 30            | 3               | Гладиатор, Харрикейн        |                                     | Все победы одержаны в 1940—1941 годах.                        |
| Брэхэм, Джон «Боб» англ. John «Bob» Braham      | No. 29, No. 141 Sqn                                    | 29            |                 | Бленхейм, Бофайтер, Москито |                                     | Сбит и попал в плен 25 июня 1944 года.                        |
| Так, Роберт Стэнфорд англ. Robert Stanford Tuck | No. 92, No. 257 Sqn                                    | 27            | 2               | Спитфайр, Харрикейн         |                                     | Сбит и попал в плен 28 января 1942 года.                      |
| Финукейн, Брендан англ. Brendan Finucane        | No. 65, No. 452, No. 602 Sqn                           | 26            | 6               | Спитфайр                    |                                     | Погиб 15 июля 1942 года.                                      |

## Венгрия
Лётчики Венгрии на протяжении всей войны сражались на стороне Германии, преимущественно на советско-германском фронте.
| Фамилия, Имя, Отчество                     | Авиаполк                               | Победы личные | Самолёт    | Количество вылетов / воздушных боев | Примечания |
| ------------------------------------------ | -------------------------------------- | ------------- | ---------- | ----------------------------------- | --- |
| Сентдьёрди, Дежё (Szentgyorgyi, Dezso)     |                                        | 32+2          |            | 218                                 | погиб 1971. Не учтены 2 немецких самолёта сбитых по ошибке.                                                         |
| Дебреди, Дьёрдь (Debrody, Gyorgy)          |                                        | 26            |            | 204                                 | Ранен в бою с советскими истребителями 16 ноября 1944, более не летал. Ещё 2 предположительные победы не засчитаны. |
| Мольнар, Ласло Lászlo Molnár Laszlo Molnar | 5/2 V.Szd., 102/I Ö.V.Szd., 101 V.Osz. | 25            | Bf-109     | 132                                 | Погиб в воздушном бою 7 августа 1944 года с американскими истребителями.                                            |
| Toth, Lajos                                |                                        | 24            |            | 180                                 | Не засчитаны 1 вероятная и 4 неподтвержденные победы на Восточном фронте.                                           |
| Kenyeres, Miklos                           |                                        | 18+1          |            | ?                                   | Сбит в воздушном бою и попал в советский плен 6 февраля 1944 г.                                                     |
| Fabian, Istvan                             |                                        | 15            |            | 120                                 | Не засчитана 1 неподтверждённая победа.                                                                             |
| Поттьонди, Ласло Pottyondy, Laszlo         | 101 V.Szd.                             | 13            | Bf-109     |                                     | Ещё 1 вероятная победа не засчитана.                                                                                |
| Malnassy, Ferenc                           |                                        | 13            |            | ?                                   | Погиб 13 марта 1945 г. Не засчитаны 2 неподтверждённые победы.                                                      |
| Nanasi, Kalman                             |                                        | 12            |            | ?                                   | |
| Kalman, Istvan                             |                                        | 12            |            | ?                                   | |
| Малик, Йожеф Malik, Jozsef                 |                                        | 11            | 101 V.Osz. | 60                                  | Погиб в воздушном бою 16 апреля 1945 г. Ещё одна вероятная победа не засчитана.                                     |
| Daniel, Laszlo                             |                                        | 11            |            | 58                                  | |

## Германия
В течение Второй мировой войны, по немецким данным, пилоты люфтваффе одержали около 70 000 побед. Более 5000 немецких лётчиков были признаны асами, одержав пять и более побед. Из 43 100 советских самолётов, уничтоженных пилотами люфтваффе за время Второй мировой войны, 24 тысячи — на счету трехсот асов. Более 8500 немецких лётчиков-истребителей погибло, 2700 пропали без вести или попали в плен. 9100 пилотов были ранены во время боевых вылетов. В список внесены пилоты, одержавшие более 200 побед.
При этом, по устаревшим, опубликованным ещё в 1962 году данным Главного штаба Военно-воздушных сил СССР, сообщается, что ВВС Красной армии в воздушных боях потеряли якобы 12 189 самолётов и 15 161 не вернулись с боевого задания (потери по всем причинам — 39 408), авиация ГВФ соответственно 423 и 244 единиц. Только часть из них могла быть сбита истребителями противника (дальняя авиация, авиация ПВО и ВВС ВМФ по всем причинам боевых потерь лишились соответственно: 2776, 1588, 4040 самолётов).

Потери ВВС Великобритании составили 15 175 самолётов.

Потери ВВС США составили 41 575 самолётов.
| Фамилия, Имя                                     | Авиаполк                      | Победы личные | Самолёт                | Количество вылетов / воздушных боев | Примечания |
| ------------------------------------------------ | ----------------------------- | ------------- | ---------------------- | ----------------------------------- | --- |
| Хартманн, Эрих Альфред нем. Erich Hartmann       | 52, 71 JG                     | 352           | Bf-109, Bf-109, Bf-109 | 1400 / 825                          | Летчик-ас времен ВМВ, сбивший наибольшее количество самолётов. Все победы одержаны на Восточном фронте, в том числе 7 истребителей ВВС США Р-51"Мустанг" над Румынией                                                                   |
| Баркхорн, Герхард нем. Gerhard Barkhorn          | 2, 52, 6 JG, 44 JV            | 301           | Bf-109, Fw-190, Me-262 | 1100                                | |
| Ралль, Гюнтер нем. Guenther Rall                 | 52, 11 JG                     | 275           | Bf-109                 | > 800 / 621                         | |
| Киттель, Отто нем. Otto Kittel                   | 54 JG                         | 267           | Bf-109, Fw-190         | 583                                 | |
| Новотны, Вальтер нем. Walter Nowotny             | 54, 7, 101 JG                 | 258           | Bf-109, Fw-190, Me-262 | 442                                 | из них 2 на Me-262 |
| Батц, Вильгельм нем. Wilhelm Batz                | 52 JG                         | 237           | Bf-109                 | 445 (451)                           | 232 — Восточный фронт 5 — Западный фронт в том числе 2 4-х моторных бомбардировщика |
| Рудорффер, Эрих нем. Erich Rudorffer             | 2, 54, 7 JG                   | 222           | Bf-109, Fw-190, Me-262 | > 1000                              | 136 — Восточный фронт 26 — Северная Африка 60 — Франция, «Битва за Англию» и Западный фронт в том числе 10 4-х моторных бомбардировщика, 12 на Me-262                                                                                   |
| Бэр, Гейнц нем. Heinz Bär                        | 51, 77, 1, 3 JG, 2 EJG, 44 JV | 220           | Fw-190, Me-262         | ~ 1000                              | Сбивший наибольшее количество самолётов реактивный ас ВМВ. 79 — Восточный фронт 45 — Северная Африка и Средиземноморье 4 — Франция 13 — «Битва за Англию» 83 — Западный фронт в том числе 21 4-х моторный бомбардировщик, 16 на Me-262, |
| Граф, Герман нем. Hermann Graf                   | 52, 11 JG                     | 212           | Bf-109, Fw-190         | 832                                 | 202 — Восточный фронт 10 — Западный фронт (в том числе шесть бомбардировщиков В-17) |
| Эрлер, Генрих нем. Heinrich Ehrler               | 77, 5, 7 JG                   | 208           | Bf-109, Bf-109 Me-262  | ~ 400                               | |
| Вайссенбергер, Теодор нем. Theodor Weissenberger | 77, 5, 7 JG                   | 208           | Bf-109, Bf-110, Me-262 | ~ 500                               | Из них 8 на реактивном Me-262 |
| Ганс Филипп нем. Hans Philipp                    | 76, 54, 1 JG                  | 206           | Bf-109                 | > 500                               | |
| Шук, Вальтер нем. Walter Schuck                  | 5, 7 JG                       | 206           | Me-262                 | ~ 500                               | из них 8 на реактивном Me-262 |
| Хафнер, Антон нем. Anton Hafner                  | 51 JG                         | 204           | Bf-109, Fw-190         | 795                                 | |
| Липферт, Хельмут нем. Helmut Lipfert             | 52 JG, 53 JG                  | 203           | Bf-109                 | ~ 700                               | |

## Греция
Наиболее активно греческая авиация сражалась в ходе итало-греческой войны в октябре 1940 — апреле 1941 годов. При германском вторжении в Грецию в апреле 1941 года ВВС Греции почти полностью погибли. В последующие годы они были воссозданы при помощи британских ВВС, но их участие в завершающих сражениях войны было незначительным. 
| Фамилия, Имя                                  | Авиационный полк | Победы личные | Победы в группе | Самолёт  | Количество вылетов / воздушных боёв | Примечания                                                                                              |
| --------------------------------------------- | ---------------- | ------------- | --------------- | -------- | ----------------------------------- | --- |
| Антониу, Андреас                              |                  | 5,5           |                 | PZL P.24 |                                     | |
| Аргиропулос, Панагиотис                       |                  | 5             |                 |          |                                     | |
| Митралексис, Маринос греч. Μαρίνος Μητραλέξης |                  | 5             |                 | PZL P.24 |                                     | В бою 2 ноября 1940 года сбил тараном итальянский бомбардировщик и благополучно приземлил свой самолёт. |

Кроме того, многие этнические греки сражались в истребительной авиации тех государств, гражданами которых они являлись. Известны имена Янниса Плагиса (RAF, 16 побед), Василиоса Вассилиадеса (RAF, 10 побед), Спироса Писаноса (USAAF, 6 побед) и других.

## Дания
После оккупации Дании несколько датских лётчиков сумели бежать в Великобританию и воевали в составе Королевских ВВС Великобритании. 
| Фамилия, Имя Отчество        | Авиационный полк | Победы личные | Победы в группе | Самолёт              | Количество вылетов / воздушных боёв | Примечания |
| ---------------------------- | ---------------- | ------------- | --------------- | -------------------- | ----------------------------------- | ---------- |
| Биркстед, Кай (Kaj Birksted) | No.331 Sqn RAF   | 10            | 1               | Supermarine Spitfire |                                     |            |

## Испания
На протяжении Второй мировой войны Испания официально соблюдала нейтралитет. Однако правительство Франсиско Франко направило на советско-германский фронт так называемые «добровольческие силы» — пехотную «Голубую дивизию» и истребительную  авиационную «Голубую эскадрилью», которая воевала с октября 1941 по март 1944 года. В её составе 13 лётчиков имели по 5 и более побед. В составе эскадрильи за всё время её существования воевало 89 пилотов, из них 21 погиб, пропал без вести и попал в плен. Заявлено о 164 сбитых советских самолётах. Данные по испанским пилотам приведены по: Зефиров М.В. Асы Второй мировой войны: Союзники Люфтваффе: Венгрия. Румыния. Болгария. Хорватия. Словакия. Испания - М.: ACT, 2002 г. 
| Фамилия, Имя           | Авиационный полк | Победы личные | Победы в группе | Самолёт | Количество вылетов / воздушных боёв | Примечания |
| ---------------------- | ---------------- | ------------- | --------------- | ------- | ----------------------------------- | ---------- |
| Гонсало, Хевиа         | 15.(Span)/JG51   | 12            |                 |         |                                     |            |
| Мариано, Куадра Медина | 15.(Span)/JG51   | 10            |                 |         |                                     |            |

## Италия
- Список итальянских асов Второй мировой войны

ВВС Италии сражались на стороне Германии в-основном на Средиземноморском и Североафриканском театрах военных действий. После военного переворота в июле 1943 года в ВВС, как и во всей итальянской армии, произошёл раскол. Часть пилотов продолжила воевать на стороне Германии, часть — на стороне антигитлеровской коалиции.
| Авиационный полк               | Фамилия, Имя                | Победы личные | Победы в группе | Самолёт | Количество вылетов / воздушных боёв | Примечания                                                                                             |
| ------------------------------ | --------------------------- | ------------- | --------------- | ------- | ----------------------------------- | --- |
| 384, 78, 84 & 73 Squadriglia   | Мартиноли, Терезио Витторио | 22            |                 |         | 276 / ?                             | В том числе 1 победу одержал в боях на стороне союзников. 25 августа 1944 года погиб в авиакатастрофе. |
| 90 & 84 Squadriglia, 10 Gruppo | Луккини, Франко             | 21            |                 |         | 262                                 | Ещё 1 победу одержал в гражданской войне в Испании. Сбит и погиб в воздушном бою 15 июля 1943 года.    |
| 91 & 90 Squadriglia            | Феррулли, Леонардо          | 20            |                 |         |                                     | Ещё 1 победу одержал в гражданской войне в Испании. Сбит и погиб в воздушном бою 5 июля 1943 года.     |
| 95, 85 & 83 Squadriglia        | Бордони-Бислери, Франко     | 19            |                 |         | 199                                 | |
| 85 Squadriglia                 | Горрини, Луиджи             | 19            |                 |         |                                     | |
| 363 Squadriglia                | Драго, Уго                  | 17            |                 |         | 385                                 | |
| 91, 413 & 412 Squadriglia      | Визинтини, Марио            | 16            |                 |         |                                     | Ещё 1 победу одержал в гражданской войне в Испании. Сбит и погиб 11 февраля 1941 года.                 |

## Канада
В годы Второй мировой войны Канадские Королевские ВВС входили в состав Королевских ВВС Великобритании.
| Фамилия, Имя, Отчество                                        | Эскадрилья/Крыло                                                | Победы личные | Победы в группе | Самолёт              | Количество вылетов / воздушных боев | Примечания                                              |
| ------------------------------------------------------------- | --------------------------------------------------------------- | ------------- | --------------- | -------------------- | ----------------------------------- | ------------------------------------------------------- |
| Бёрлинг, Джордж Фредерик англ. George Frederick Beurling      | No.41, No.249, No.403, No.412 Sqn RAF                           | 31            | 1               | Спитфайр             |                                     |                                                         |
| Мак-Леод, Генри Уэллес англ. Henry Wallace McLeod             | No.132, No.485, No.602, No.411, No.603, No.1435, No.443 Sqn RAF | 21            |                 | Спитфайр             |                                     | Погиб в воздушном бою 27 сентября 1944 г.               |
| Вудвард, Вернон Кромптон англ. Vernon Crompton Woodward       | No.33, No.213 Sqn RAF                                           | 18            | 4               | Гладиатор, Харрикейн |                                     |                                                         |
| Мак-Найт, Уильям англ. Willie McKnight                        | No.615, No.242 Sqn RAF                                          | 17            | 1               | Харрикейн            |                                     | Погиб в воздушном бою 12 января 1941 г.                 |
| Мак-Нэйр, Роберт Уэнделл англ. Robert Wendell "Buck" McNair   | No.411, No.249, No.133, No.403, No.416, No.421 Sqn RAF          | 16            |                 | Спитфайр             |                                     |                                                         |
| Браун, Марк Генри англ. Mark Henry Brown                      | No. 1 Sqn RAF                                                   | 15            | 4               | Харрикейн            |                                     | Сбит зенитным огнём и погиб в Сицилии 12 ноября 1942 г. |
| Эдвардс, Джеймс Фрэнсис англ. James Francis Edwards           | No.94, No.260, No.92, No.274 Sqn RAF                            | 15            | 3               | Киттихаук, Спитфайр  |                                     |                                                         |
| Чарлз, Эдвард Фрэнсис Джон англ. Charles, Edward Francis John | No.54, No.64, No.611 Sqn RAF                                    | 15            | 1               | Харрикейн            |                                     |                                                         |

## Китай
Источник данных (кроме Лю Чи-Шеня): Magnus, Allan. China - World War Two (англ.). Дата обращения: 26 июля 2013. Архивировано 20 августа 2013 года.
| Фамилия, Имя                             | Авиационный полк     | Победы личные | Победы в группе | Самолёт                              | Количество вылетов / воздушных боёв | Примечания                                            |
| ---------------------------------------- | -------------------- | ------------- | --------------- | ------------------------------------ | ----------------------------------- | ----------------------------------------------------- |
| Лю Тсуй-Кань (Liu Tsui-Kan)              | 24 иаэ               | 10            |                 |                                      |                                     | все победы до 1938 года                               |
| Лю Чи-Шень (Liu Chi-Sheng)               | 21 иаэ / 4иап        | 10            | 2               | Curtiss Hawk III И-16 тип 5 И-15 бис | нет данных                          | последняя воздушная победа одержана 16 июля 1940 года |
| Ванг Куан-Фу (Wang Kuang-Fu)             | 7(P) FS USAAF        | 6,5           |                 |                                      |                                     | возможно имел 8,5 побед                               |
| Чоу Че-Кай (Chow Che-Kai)                |                      | 6             |                 |                                      |                                     |                                                       |
| Лю Чунг-Ву (Liu Chung-Wu)                |                      | 6             |                 |                                      |                                     | все победы между 1937 и 1945 годами                   |
| Тсанг Хсы-Лань (Tsang Hsi-Lan (Tsi-Lan)) | 75, 8 (P) FS USAAF   | 6             |                 |                                      |                                     |                                                       |
| Чу Чин-Хсунь (Chu Chin-Hsun)             |                      | 5             |                 |                                      |                                     | все победы между 1937 и 1945 годами                   |
| Мао Йин-Чу (Mao Yin-Chu)                 | 27 иаэ               | 5             |                 |                                      |                                     | все победы между 1937 и 1945 годами                   |
| Тань Кунь (Tan Kun (Kuan))               | 7(P), 32(P) FS USAAF | 5             |                 |                                      |                                     | возможно имел 8 побед                                 |
| Ли Квэй-Тань (Li Kwei-Tan)               | 4 иг                 | 4             |                 |                                      |                                     | все победы до 1938 года, когда он погиб               |

## Новая Зеландия
Данные по новозеландским лётчикам приведены по работам М. Спика. В других источниках встречаются и иные данные об их победах.
| Фамилия, Имя                                                                 | Авиационный полк                      | Победы личные | Победы в группе | Самолёт             | Количество вылетов / воздушных боёв | Примечания                                                                        |
| ---------------------------------------------------------------------------- | ------------------------------------- | ------------- | --------------- | ------------------- | ----------------------------------- | --------------------------------------------------------------------------------- |
| Грей, Колин Фолкленд англ. Colin Falkland Grayell                            | No.54, No.1 Sqn RAF                   | 27            | 2               | Спитфайр, Харрикейн |                                     |                                                                                   |
| Макки, Эван англ. Evan Mackie                                                | No.80, No.92, No.243 Sqn RAF          | 20            | 3               | Темпест, Спитфайр   |                                     |                                                                                   |
| Кроуфорд-Комптон, Уильям Вернон англ. William Vernon "Bill" Crawford-Compton | No.485, No.611, No.64, No.122 Sqn RAF | 20            | 1               | Спитфайр            |                                     |                                                                                   |
| Хесселин, Раймонд англ. Raymond Hesselyn                                     | No.249, No.501, No.222 Sqn RAF        | 18            | 1               | Спитфайр            |                                     | сбит и попал в плен 3 октября 1943 года                                           |
| Дир, Алан англ. Alan Christopher Deere                                       | No.54, No.602, No.611 Sqn RAF         | 17            | 1               | Спитфайр            |                                     |                                                                                   |
| Кейн, Эдгар англ. Edgar Kain                                                 | No.73 Sqn RAF                         | 16            |                 | Харрикейн           |                                     | Стал первым асом в RAF во Второй мировой войне. Погиб в воздушном бою 7 июня 1940 |
| Карбери, Брайан англ. Brian Carbury                                          | No.603 Sqn RAF                        | 15            | 2               | Спитфайр            |                                     |                                                                                   |

## Норвегия
ВВС Норвегии участвовали в обороне Норвегии, уцелевшие лётчики были эвакуированы в Великобританию и позднее воевали в составе Королевских ВВС Великобритании, где была сформирована 331-я датско-норвежская эскадрилья.
| Фамилия, Имя Отчество                       | Авиационный полк | Победы личные | Победы в группе | Самолёт           | Количество вылетов / воздушных боёв | Примечания |
| ------------------------------------------- | ---------------- | ------------- | --------------- | ----------------- | ----------------------------------- | ---------- |
| Хеглунд, Свейн (Svein Heglund)              | No.331 Sqn RAF   | 14            | 1               | Спитфайр, Москито |                                     |            |
| Кристи, Вернер (Werner Christie)            | No.331 Sqn RAF   | 11            |                 | Спитфайр          |                                     |            |
| Грундт-Спанг, Хельнер (Helner Grundt Spang) | No.331 Sqn RAF   | 10            | 1               | Спитфайр, Москито |                                     |            |

## Польша
| Фамилия, Имя           | Авиационный полк                                                                          | Победы личные | Победы в группе | Самолёт                                | Количество вылетов / воздушных боёв | Примечания                                                   |
| ---------------------- | ----------------------------------------------------------------------------------------- | ------------- | --------------- | -------------------------------------- | ----------------------------------- | ------------------------------------------------------------ |
| Скальский, Станислав   | 142 эскадрилья ВВС Польши; No.302, No.501, No.306, No.316, No.317, No.145, No.601 Sqn RAF | 21            |                 | PZL P-11c; Харрикейн; Спитфайр; P-51D; |                                     | По другим данным — 18 побед (из них 6 побед — в ВВС Польши). |
| Урбанович, Витольд     | No.145, No.303 Sqn RAF; 75 FS USAF;                                                       | 18            |                 | Харрикейн; P-40;                       |                                     | ещё +1 победа — сбитый в 1936 советский самолёт-разведчик    |
| Гладыш, Болеслав       | No.303, No.302 Sqn RAF; 56 FG USAF;                                                       | 18            |                 | Спитфайр; P-47;                        |                                     | 10 побед на P-47                                             |
| Горбачевский, Еугениуш | No.303, No.601, No.43, No.315, No.145, No.601 Sqn RAF                                     | 16            | 1               | Спитфайр; P-51;                        |                                     | сбит и погиб 18 августа 1944 года                            |
| Зумбах, Ян             | No.303 Sqn RAF                                                                            | 12            | 2               | MS.406; Харрикейн; Спитфайр; P-51;     |                                     | в том числе 1 победа одержана в составе ВВС Франции          |
| Мациовский, Михал      | No.111, No.249, No.316, No.317 Sqn RAF                                                    | 11            | 1               | Харрикейн; Спитфайр;                   |                                     | сбит и попал в плен 9 августа 1943 года                      |
| Писарек, Марион        | 142 эскадрилья ВВС Польши; No.303, No.315, No.308 Sqn RAF                                 | 11            | 1               | PZL P-11c; Харрикейн; Спитфайр;        |                                     | сбит и погиб 29 апреля 1942 года                             |

## Румыния
С 22 июня 1941 года Румыния воевала на стороне Германии. 23—24 августа 1944 года румынская армия по приказу короля Михая I перешла на сторону антигитлеровской коалиции. Некоторые румынские лётчики-истребители имели на своем счету сбитые и советские и немецкие самолёты (а некоторые ещё и американские при отражении их авианалётов на Румынию). Данные о пилотах Румынии приведены по: Зефиров М.В. Асы Второй мировой войны: Союзники Люфтваффе: Венгрия. Румыния. Болгария. Хорватия. Словакия. Испания - М.: ACT, 2002 г. В другой известной работе на эту тему (Dénes Bernád, John Weal, Rumanian Aces of World War 2, Oxford: Osprey Publishing, 2003, ISBN 184-176-535-X) данные о победах румынских асах существенно разнятся.
| Имя Фамилия                                             | Часть                                        | Победы личные | Количество вылетов / воздушных боёв | Самолёт                  | Примечания |
| ------------------------------------------------------- | -------------------------------------------- | ------------- | ----------------------------------- | ------------------------ | --- |
| Кантакузино, Константин (лётчик) Constantin Cantacuzino | Esc.53 Vân., Gr.5 Vân., Gr.7 Vân., Gr.9 Vân. | 54            | 608                                 | Харрикейн Мк. I, Bf.109G | С августа 1944 года воевал на стороне антигитлеровской коалиции. Данные о числе побед разнятся (42, 45, 54, 56, 69 побед). |
| Щербанеску, Александру Alexandru Şerbănescu             | Gr.7 Vân., Gr.9 Vân.                         | 44            | 590                                 | Bf.109G                  | Сбит в бою с американскими истребителями и погиб 18 августа 1944 г.                                                        |
| Милу, Ион Ion Milu                                      | Gr.5 Vân., Gr.7 Vân., Gr.9 Vân.              | 40            | св.500                              | Bf.109E, Bf.109G         | По другим данным 33 победы и ещё 4 победы — вероятные. Сбит и тяжело ранен 8 августа 1944 года, более не летал.            |
| Розариу, Константин Constantin Rozariu                  |                                              | 27            |                                     |                          | По другим данным, имел 14 личных побед.                                                                                    |
| Гаврилиу, Василе Vasile Gavriliu                        |                                              | 24            |                                     |                          | |
| Мученика, Иоан Ioan Mucenica                            | Gr.9 Vân.                                    | 24            | ?                                   |                          | Сбит и тяжело ранен 26 июля 1944 года, более не летал. По другим данным, имел 18 побед.                                    |
| Кирвасауцэ, Кристя Cristea Chirvăsăuţă                  | Gr.7 Vân.                                    | 20            |                                     |                          | |
| Гречану, Теодор Teodor Greceanu                         | Gr.9 Vân.                                    | 20            | св.370                              | Bf.109G                  | По другим данным 18 побед, заявил ещё о 16 победах, которые ему не были засчитаны из-за отсутствия подтверждений.          |
| Дичезаре, Иоан Ioan Dicezare                            | Gr.7 Vân., Gr.9 Vân.                         | 16            | ?                                   |                          | |
| Гаврилиу, Василе Vasile Gavriliu                        |                                              | 14            | 306                                 |                          | Умер после войны |
| Лунгулеску, Константин Constantin Lungulescu            | Gr.9 Vân.                                    | 14            |                                     |                          | |
| Мага, Иоан Ioan Maga                                    | Esc.53 Vân.                                  | 13            |                                     |                          | |
| Винка, Тибериу Tiberiu Vinca                            | Gr.7 Vân.                                    | 13            | 238                                 |                          | Погиб в бою 13.03.44 |
| Малаческу, Иоан Ioan Malacescu                          |                                              | 11            |                                     |                          | |
| Дырджан, Траян Traian Darjan                            |                                              | 11            | 176                                 |                          | С августа 1944 года воевал на стороне антигитлеровской коалиции. Погиб в бою 25.02.45                                      |
| Добран, Ион Ion Dobran                                  | Gr.9 Vân.                                    | 10            | 340                                 | IAR-80A, Bf.109G         | |
| Попеску-Чокэнел, Георге Gheorghe Popescu-Ciocănel       | Gr.9 Vân.                                    | 10            |                                     |                          | Умер от ран 12.08.44 |
| Рэдулеску, Андрей Andrei Radulescu                      | Gr.9 Vân.                                    | 10            |                                     |                          | |
| Полизу, Николае Nicolae Polizu                          |                                              | 10            | 160                                 |                          | Погиб в бою 2.05.43 |
| Кочебаш, Георге Gheorghe Cocebas                        | Gr.6 Vân.                                    | 9             |                                     |                          | |
| Кэмечану, Еуджен Eugen Cameceanu                        |                                              | 8             |                                     |                          | |
| Мурешан, Ливиу Liviu Muresan                            | Gr.7 Vân.                                    | 7             |                                     |                          | |
| Катана, Лауренциу Laurentiu Cătană                      |                                              | 6             |                                     |                          | |

## Словакия
ВВС Словакии существовали в составе Вооружённых Сил марионеточной Словацкой республики. В 1941—1944 годах словацкие летчики-истребители в их составе воевали на советско-германском фронте на стороне Германии. После начала Словацкого национального восстания в 1944 году многие из них перешли на стороны восставших и продолжили войну на стороне антигитлеровской коалиции.
| Фамилия, Имя       | Авиационный полк | Победы личные | Победы в группе | Самолёт                 | Количество вылетов / воздушных боёв | Примечания                                                         |
| ------------------ | ---------------- | ------------- | --------------- | ----------------------- | ----------------------------------- | ------------------------------------------------------------------ |
| Режняк, Ян         | 13.(Slow)/JG52   | 32            |                 | Messerschmitt Bf.109G-4 |                                     |                                                                    |
| Коварик, Изидор    | 13.(Slow)/JG52   | 29            |                 | Messerschmitt Bf.109G   |                                     | Погиб 11.07.1944                                                   |
| Гертгофер, Ян      | 13.(Slow)/JG52   | 27            |                 | Messerschmitt Bf.109G   |                                     |                                                                    |
| Мартиш, Штефан     | 13.(Slow)/JG52   | 19            |                 | Messerschmitt Bf.109G   |                                     |                                                                    |
| Циприх, Франтишек  | 13.(Slow)/JG52   | 15            |                 | Messerschmitt Bf.109G   |                                     | ещё +2 победы во время словацкого восстания, на стороне восставших |
| Думбала, Ондрей    | 13.(Slow)/JG52   | 14            |                 | Messerschmitt Bf.109G   |                                     |                                                                    |
| Матесек, Антон     | 13.(Slow)/JG52   | 11            |                 | Messerschmitt Bf.109G-4 |                                     | в 1943 году перелетел на советский аэродром                        |
| Оцвирк, Штефан     | 13.(Slow)/JG52   | 10            |                 | Messerschmitt Bf.109G   |                                     |                                                                    |
| Кришко, Владимир   | 13.(Slow)/JG52   | 9             |                 | Messerschmitt Bf.109G   |                                     | ещё +3 победы над немцами, после словацкого восстания              |
| Штаудер, Йозеф     | 13.(Slow)/JG52   | 9             |                 | Messerschmitt Bf.109G   |                                     |                                                                    |
| Божик, Рудольф     | 13.(Slow)/JG52   | 8             |                 | Messerschmitt Bf.109G   |                                     | ещё +2 победы во время словацкого восстания, на стороне восставших |
| Брезина, Франтишек | 13.(Slow)/JG52   | 7             |                 | Messerschmitt Bf.109G   |                                     |                                                                    |
| Янкович, Йозеф     | 13.(Slow)/JG52   | 7             |                 | Messerschmitt Bf.109G-2 |                                     | погиб в бою                                                        |
| Зеленяк, Павел     | 13.(Slow)/JG52   | 7             |                 | Messerschmitt Bf.109G-6 |                                     |                                                                    |
| Гановец, Франтишек | 13.(Slow)/JG52   | 5             |                 | Messerschmitt Bf.109G   |                                     | ещё +1 победа во время словацкого восстания, на стороне восставших |
| Мелихац, Франтишек | 13.(Slow)/JG52   | 5             |                 | Messerschmitt Bf.109G   |                                     |                                                                    |
| Пушкар, Юрай       | 13.(Slow)/JG52   | 5             |                 | Messerschmitt Bf.109G-6 |                                     | погиб в бою с P-38 и P-51, 26.06.1944 вблизи Братиславы            |

## Советский Союз
- Список советских асов Великой Отечественной войны, одержавших 20 и более личных побед
- Список советских асов Великой Отечественной войны, одержавших 16—19 личных побед
- Список советских асов Великой Отечественной войны, одержавших 13—15 личных побед
- Список советских асов Великой Отечественной войны, одержавших 10—12 личных побед
- Список советских асов Великой Отечественной войны, одержавших 8—9 личных побед
- Список советских асов Великой Отечественной войны, одержавших 7 личных побед

27 советских лётчиков-истребителей, удостоенных за боевые подвиги звания трижды и дважды Героя Советского Союза, одержали от 22 до 64 побед, в общей сложности они сбили 1044 вражеских самолёта (плюс 184 в группе). По 16 и более побед имеют свыше 800 пилотов. Советские асы (3 % от всех летчиков) уничтожили 30 % самолётов противника. В список внесены пилоты, одержавшие более 30 личных побед. С 1936 по 1953 годы свыше 3190 советских лётчиков уничтожили 5 и более самолётов противника. В список внесены около 50 асов. Отдельно стоит отметить самую результативную женщину-истребителя — Лидию Литвяк (в список не включена) 12 побед + 4 в группе
| Фамилия, Имя Отчество            | Авиационный полк (Авиаполк)                     | Победы личные | Победы в группе | Самолёт                                          | Количество вылетов / воздушных боёв | Примечания |
| -------------------------------- | ----------------------------------------------- | ------------- | --------------- | ------------------------------------------------ | ----------------------------------- | --- |
| Кожедуб, Иван Никитович          | 240 иап, 176 гвиап                              | 64            |                 | Ла-5, Ла-5ФН Ла-7                                | 330 / 120                           | Так же неподтверждённые два сбитых North American P-51 Mustang, которые атаковали его, приняв за Fw.190. |
| Покрышкин, Александр Иванович    | 55 иап, 16 гвиап                                | 59            | 6               | МиГ-3, Як-1, P-39 Аэрокобра                      | 650 / 156                           | +8 неучтенных до 13.08.1941 г. Его первая воздушная схватка закончилась трагедией: по недоразумению он подбил советский самолёт 211-го бомбардировочного полка — лёгкий бомбардировщик Су-2, приняв его за вражеский. Пилот выжил, но штурман Семёнов был убит (из рассказа Героя Советского Союза, маршала авиации И. И. Пстыго). |
| Гулаев, Николай Дмитриевич       | 27 иап, 129 гвиап                               | 57            | 4               | Як-1, И-16, P-39 Аэрокобра                       | 290 / 69                            | в том числе 2 тарана (14 мая и 9 июня 1943 года в районе Белгорода). |
| Речкалов, Григорий Андреевич     | 55 иап, 16 гвиап                                | 56            | 5 (6)           | И-153, И-16, P-39 Аэрокобра                      | 450 / 122                           | +3 неучтенных до 01.08.1941 г. сбил наибольшее количество самолётов на P-39 «Аэрокобре» |
| Евстигнеев, Кирилл Алексеевич    | 240 иап, 178 гвиап                              | 53            | 2               | Ла-5Ф, Ла-5ФН                                    | 296 / >120                          | |
| Ворожейкин, Арсений Васильевич   | 22, 728 иап, 32 гвиап                           | 52            | 13 (14)         | И-16, Як-7Б, Як-9                                | >300 / 90                           | 6 / 13 — в Монголии |
| Глинка, Дмитрий Борисович        | 45 иап, 100 гвиап                               | 50            | 6               | P-39 Аэрокобра ЛА-7, МИГ-3                       | 300 / 100                           | |
| Попков, Виталий Иванович         | 739 иап, 5 гвиап                                | 41            | 13              | Ла-5ФН                                           | 475 / 113                           | включая 1 таран (17 апреля 1945 года районе города Котбуса (Германия)). По данным М. Быкова имел 41/1 победы, а по данным Н. Антошкина имел 60 побед. |
| Колдунов, Александр Иванович     | 866 иап                                         | 46            | 1               | Як-1, Як-9, Як-3 ЛА-7                            | 412 / 96                            | +1 P-38 ВВС США |
| Скоморохов, Николай Михайлович   | 164 иап                                         | 46            | 8               | Ла-5                                             | 605 / 143                           | |
| Бобров, Владимир Иванович        | 237, 27 иап, 129, 104 гвиап                     | 43            | 23              | И-16, P-39 Аэрокобра                             | 577 / 159                           | 13 / 4 побед в Испании |
| Костылёв, Георгий Дмитриевич     | 5 иап БФ, 3, 4 гвиап БФ, инспектор штаба ВВС БФ | 43            | 3               | ЛаГГ-3, Ла-5                                     | 418 / 112                           | Сбивший наибольшее количество самолётов ас морской авиации |
| Алелюхин, Алексей Васильевич     | 69 иап, 9 гвиап                                 | 40            | 17              | И-16, ЛаГГ-3, Як-1, P-39 Аэрокобра, Ла-7         | 601 / 258                           | |
| Серов, Владимир Георгиевич       | 159 иап                                         | 39            | 8               | Ла-5                                             | 300 / 104                           | включая 1 таран (26 июня 1944 года в районе города Выборга) |
| Голубев, Василий Фёдорович       | 13 иап БФ, 4 гвиап БФ                           | 39            | 12              | И-16, Ла-5, Ла-7                                 | 589 / 133                           | |
| Покрышев, Пётр Афанасьевич       | 7, 154, 159 иап, 27 гвиап                       | 38            | 8               | И-16, Як-7, P-40E, Ла-5, Як-9                    | 305 / 60                            | По другим данным 22/7 лично и в группе |
| Бабак, Иван Ильич                | 45 иап, 100, 16 гвиап                           | 37            | 4               | P-39 , МИГ-3                                     | 330 / 103                           | По другим данным 35/5 лично и в группе |
| Луганский, Сергей Данилович      | 162, 270 иап                                    | 37            | 6               | ЛаГГ-3, Як-1, Як-7                               | 390 /                               | включая 2 тарана (первый таран 14 сентября 1942 года в районе Сталинграда, второй — совершил 27 сентября 1943 года у с. Мишурин Рог Кировоградской области), включая 1 победу в группе в войне с Финляндией |
| Долгих, Анатолий Гаврилович      | ВВС БФ                                          | 36            |                 |                                                  |                                     | включая 1 таран (в 1943 году на Балтике). |
| Фёдоров, Иван Васильевич         | 307, 812 иап                                    | 36            | 1               | Як-9Т                                            | 416 / 106                           | включая 1 таран (10 мая 1943 года в районе станицы Абинской Краснодарского края). 9 самолётов уничтожил на аэродромах. |
| Камозин, Павел Михайлович        | 296, 66 иап                                     | 35            | 13              | P-39                                             | 200 / 70                            | |
| Лавриненков, Владимир Дмитриевич | 69, 4 иап, 9 гвиап                              | 35            | 11              | Як-1, Ла-7                                       | 448 / 134                           | включая 1 таран (23 августа 1943 года в районе села Александровка Ростовской области). По данным М. Ю. Быкова имел 38/6 побед. |
| Решетов, Алексей Михайлович      | 157, 273 иап, 31 гвиап                          | 35            | 8               | Як-1Б                                            | 821 / 200                           | |
| Чубуков, Фёдор Михайлович        | 154 иап, 29 гвиап                               | 34            | 5               | И-16, Як-7, P-40E, Як-9                          | 350 / 100                           | |
| Гнидо, Пётр Андреевич            | 13, 248 иап, 111 гвиап                          | 34            | 6               | Ла-7                                             | 412 / 82                            | |
| Кочетов, Александр Васильевич    | 629, 43 иап, 54 гвиап                           | 34            | 8               | Як-9                                             | 488 / 105                           | По данным М. Быкова имел 20/11 побед. |
| Сытов, Иван Никитович            | 5 гвиап                                         | 34            | 4               | Ла-5 , МИГ-3                                     | 250 /                               | включая 2 тарана (первый таран 3 апреля 1943 года над рекой Северский Донец, второй — возможно совершил 16 октября 1943 года над Днепром). |
| Смирнов, Алексей Семёнович       | 153 иап, 28 гвиап                               | 34            | 15              | И-153, P-39Q, P-39D                              | 457 / 72                            | |
| Зайцев, Василий Александрович    | 129 иап, 5, 105 гвиап                           | 34            | 19              | ЛаГГ-3, Ла-7                                     | 427 / 163                           | |
| Комельков, Михаил Сергеевич      | 104 гвиап                                       | 33            | 7               | P-39                                             | 321 / 75                            | |
| Степаненко, Иван Никифорович     | 4 иап                                           | 33            | 8               | Як-9, Як-9Т                                      | 414 / 118                           | По данным М. Быкова имел 31 / 9 побед |
| Боровых, Андрей Егорович         | 157, 728 иап                                    | 32            | 14              | «Харрикейн» Мк. II, Як-7Б                        | >500 / ~150                         | |
| Краснов, Николай Фёдорович       | 402, 31, 116 иап                                | 32            | 10              | МиГ-3, ЛаГГ-3, Ла-5                              | 400 / 100                           | включая 1 таран 29 января 1945 года под Будапештом (Венгрия). По данным М. Быкова имел 40/1 победу. |
| Кулагин, Андрей Михайлович       | 249 иап                                         | 32            | 7               | И-16, Як-1, ЛаГГ-3, Ла-5ФН                       | 762 / 146                           | По данным М. Быкова имел 30/5 побед. |
| Рязанов, Алексей Константинович  | 736 ИАП, 4 ГвИАП                                | 32            | 16              | И-16, МиГ-3, «Харрикейн», Як-7, Як-9.            |                                     | |
| Баранов, Михаил Дмитриевич       | 183 иап, 9 гвиап                                | 31            | 28              | МиГ-3, Як-1                                      | 285 / 85                            | включая 2 тарана (вечером 6 августа 1942 года под Сталинградом). 6 самолётов уничтожил на аэродромах. |
| Головачёв, Павел Яковлевич       | 900 иап, 9 гвиап                                | 31            | 1               | ЛаГГ-3, Як-1, P-39, Ла-7                         | 457 / 125                           | По данным М. Быкова имел 30 / 1 победу. |
| Клубов, Александр Фёдорович      | 10 иап, 16 гвиап                                | 31            | 19              | P-39                                             | 457 / 95                            | По данным М. Быкова имел 31 / 16 побед |
| Марков, Василий Васильевич       | 116 иап                                         | 31            |                 | И-16, Ла-5, Як-9, Як-9У, Як-3                    | 369 / 88                            | По данным М. Быкова имел 29 личных побед. |
| Ситковский, Александр Николаевич | 15 иап                                          | 31            |                 | Як-1, Як-9Т, Як-3                                | 160 / 50                            | По данным М. Быкова имел 25 личных побед. |
| Куманичкин, Александр Сергеевич  | 943 иап, 41, 176 гвиап                          | 31            | 4               | Ла-5, Ла-7                                       |                                     | |
| Султан, Амет-хан                 | 4 иап, 9 гвиап                                  | 30            | 19              | И-153, «Харрикейн» Як-1, Як-7А, P-39, Ла-7 Як-7А | 603 / 150                           | включая 1 таран (31 мая 1942 года над Ярославлем) |
| Архипенко, Фёдор Фёдорович       | 129 иап                                         | 30            | 14              | И-153, ЛаГГ-3, Як-1, Як-7Б, P-39Q                | 467 / 102                           | |
| Чурилин, Алексей Павлович        | 611 иап                                         | 30            |                 | И-153, ЛаГГ-3, Як-1, Як-3                        | > 300 / ?                           | По данным М. Быкова имел 26 личных побед. |
| Денисенко, Владимир Гурьевич     | 32 иап                                          | 30            |                 |                                                  | > 300 / ?                           | По данным М. Быкова имел 24 личные победы |
| Дунаев, Николай Пантелеевич      | 16, 270 иап                                     | 30            | 7               |                                                  | 592 / 65                            | |
| Тарасов, Павел Тимофеевич        | 15 иап, 812-й иап, 274-й иап                    | 30            | 2               | МиГ-3, Ла-5, Як-1, Як-9, Як-9Т                   | 300 / 100                           | 28.05.1943 года принудил к посадке на свой аэродром Bf-109G-4/R6 (Wr.N 14997). Лётчик унтер-офицер Херберт Майсслер (Uffz Herbert Meissler) из 7./JG52 пленен 29.08.1941 г. сбил редкий Ме-115 (Ме-109F2) |
| Сафонов, Борис Феоктистович      | 72 сап ВВС СФ, 78 иап ВВС СФ, 2 гсап ВВС СФ     | 20            | 5               | И-16, «Харрикейн», P-40E «Киттихаук»             | 234 / ?                             | Включая 3 неподтверждённые личные победы (засчитаны на основании радиопереговоров во время последнего боя, в котором погиб Сафонов) |

## США
Лётчикам ВВС армии США было засчитано около 15 800 воздушных побед, асами (по американской измерительной системе) были признаны около 690 лётчиков. Лётчикам ВМФ на Тихоокеанском театре было засчитано около 9000 воздушных побед, асами признали 380 человек. 25 американских лётчиков имели на своём счету 20 или более воздушных побед. Они воевали в ВВС Армии США (USAAF), ВВС ВМФ США (USN) и ВВС Корпуса морской пехоты США (USMC).
| Фамилия, Имя, Отчество                                 | Авиаполк          | Победы личные | Победы в группе | Самолёт | Количество вылетов / воздушных боев | Примечания                                                             |
| ------------------------------------------------------ | ----------------- | ------------- | --------------- | ------- | ----------------------------------- | ---------------------------------------------------------------------- |
| Бонг, Ричард Айра англ. Richard Ira Bong               | USAAF: 35, 495 FG | 40            |                 | P-38    | ~200 / ?                            | Погиб в авиакатастрофе 6.08.1945 г.                                    |
| МакГуайр, Томас Бьюкенен англ. Thomas Buchanan McGuire | USAAF: 495 FG     | 38            |                 | P-38    |                                     | Сбит и погиб 7.01.1945 г.                                              |
| МакКэмпбелл, Дэвид англ. David S. McCampbell           | USN               | 34            |                 | F6F     |                                     | Лучший ас ВВС ВМФ США.                                                 |
| Габрески, Фрэнсис англ. Gabby Gabreski                 | USAAF             | 28            |                 |         | 166 / ?                             | Сбит и попал в плен 20.07.1944 г. В Корейской войне одержал 6,5 побед. |
| Джонсон, Роберт Самуэль англ. Robert S. Johnson        | USAAF: 56 FG      | 28            |                 | P-47    |                                     | По другим данным, 27 побед.                                            |
| Бойингтон, Грегори англ. Pappy Boyington               | USMC              | 28            |                 |         |                                     | Лучший ас ВВС Корпуса морской пехоты. Сбит и попал в плен 3.01.1944 г. |
| МакДональд, Чарлз англ. Charles H. MacDonald           |                   | 27            |                 | P-38    |                                     |                                                                        |

## Финляндия
До сентября 1944 года Финляндия участвовала во Второй мировой войне на стороне Германии. Советско-финская война (1939—1940) и Советско-финская война (1941—1944)

После сентября 1944 года Финляндия участвовала во Второй мировой войне на стороне СССР Лапландская война
Согласно утверждениям некоторых современных авторов, ВВС РККА потеряли в воздушных боях с финскими истребителями 1855 самолётов, 77 % процентов от этого числа приходится на долю асов ВВС Финляндии.
| Фамилия, Имя, Отчество                                  | Авиаполк                                | Победы | Самолёт                                          | Количество вылетов |
| ------------------------------------------------------- | --------------------------------------- | ------ | ------------------------------------------------ | ------------------ |
| Эйно Илмари Юутилайнен Juutilainen, Eino Ilmari         | LLv-24; LeLv-34                         | 94     | Fokker D.XXI; Brewster B-239; Bf-109             | 437                |
| Ханс Хенрик Винд Wind, Hans Henrik                      | LLv-25; LeLv-24                         | 75     | Brewster B-239; Bf-109                           | 302                |
| Эйно Антиро Лююканен Luukkanen, Eino Antero             | LeLv-24; LeLv-ЗО; LeLv-34               | 56     | Fokker D.XXI; Brewster B-239; Bf-109             | 441                |
| Урхо Сакари Лихтоваара Lehtovaara, Urho Sakari          | LeLv-28; LeLv-34                        | 44.5   | MS.406; Bf-109                                   | > 400              |
| Ойва Эмиль Калерво Туоминен Tuominen, Oiva Emil Kalervo | LLv-24; LeLv-26; LeLv-34                | 44     | Bristol Bulldog; Gloster Gladiator; Fiat; Bf-109 | > 400              |
| Ристо Олли Питтер Пухакка Puhakka, Risto Olli Petter    | LLv-24; LLv-26; LeLv-34                 | 42     | Fokker D.XXI; Fiat G.50; Bf-109                  | 401                |
| Олави Кауко Пуро Puro, Olavi Kauko                      | LeLv-6; LeLv-24                         | 36     | И-153 Чайка; Brewster B-239; Bf-109              | 207                |
| Нильс Эдвард Катаяйнен Katajainen, Nils Edvard          | LeLv-6; LeLv-24                         | 35.5   | Brewster B-239; Bf-109                           | 196                |
| Ниссинен, Лаури Вильхельм Nissinen, Lauri Vilhelm       | LLv 24, MaaSK                           | 32,5   |                                                  |                    |
| Киёсти Кейо Энсио Кархила Karhila, Kyosti Keijo Ensio   | LLv-32; LeLv-34; HLeLv-30, LLv 24       | 32     | Fokker D.XXI; Curtiss P-36 Hawk; Bf-109          | 304                |
| Йорма Кархунен Karhunen, Jorma                          | Lentoasema-1; Lentorykmentti-2; LeLv-24 | 31     | Fokker D.XXI; Brewster B-239                     | 350                |
| Пекури, Лаури Олави Pekuri, Lauri Olavi                 |                                         | 18,5   | Brewster B-239; Bf.109G                          | 314                |

## Франция
Франция вступила в Вторую мировую войну на стороне антигитлеровской коалиции в сентябре 1939 года. Французские лётчики сражались против немцев в Странной войне и во время Французской кампании 1940 года. После капитуляции Франции среди её военных лётчиков произошёл раскол: часть их бежала из страны и продолжила войну в составе Королевских ВВС Великобритании, а после создания Свободных французских сил воевала в их рядах. Оставшиеся во Франции служили в ВВС коллаборационистского правительства Виши и воевала против союзников на Средиземноморском театре военных действий. Только после высадки англо-американских войск в Северной Африке в 1942 году их основная часть перешла на сторону антигитлеровской коалиции и продолжила войну в «Свободной Франции». Часть пилотов по договору между правительством генерала де Голля и Советским Союзом воевала на советско-германском фронте в знаменитом авиационном полку «Нормандия — Неман».
Французским лётчикам личные и групповые победы, а также повреждённые и «возможно уничтоженные» самолёты противника засчитывались одинаково (приведённое ниже распределение между ними по сохранившимся документам и публикациям является неофициальным). Разные подходы авторов к их подсчету породили множественные разногласия относительно числа побед французских асов.
| Фамилия, Имя, Отчество                                 | Авиаполк                                     | Победы                          | Самолёт                                                      | Количество вылетов | Примечания |
| ------------------------------------------------------ | -------------------------------------------- | ------------------------------- | ------------------------------------------------------------ | ------------------ | --- |
| Клостерман, Пьер фр. Pierre Clostermann                | No.341 Sqn RAF                               | 33 (19/14)                      | Спитфайр                                                     | 432                | Имеются значительные разногласия в публикациях о числе побед П. Клостермана (11, 17 и другие цифры). |
| Альбер, Марсель фр. Marcel Olivier Albert              | GC 1/3, Нормандия — Неман                    | 23 (8/15)                       | Девуатин D.520; Як-1; Як-9; Як-3                             | 193                | Герой Советского Союза. Одержал 2 победы во Франции (1940), остальные в СССР. |
| Ле Глоан, Пьер фр. Pierre Le Gloan                     | GC III/6, ВВС Французской республики (Виши), | 20 (8/12)                       | Morane-Saulnier MS.406; Девуатин D.520; Аэрокобра            |                    | По другим данным, 18 побед. Сбил 17 немецких и итальянских самолётов во Франции (1939—1940), 3 британских самолёта на стороне вишистов в Сирийско-Ливанской операции. Погиб при аварии самолёта 11.09.1943 г. |
| Демосей, Жан-Франсуа фр. Jean-François Demozay         | No.341 Sqn RAF,                              | 18                              | Харрикейн; Спитфайр                                          |                    | По другим данным, 20 или 21 победа. |
| Марен-ла-Меле, Эдмон фр. Edmond Marin la Meslée        | GC 1/5                                       | 16 (4/12)                       | Curtiss P-36 Hawk; Аэрокобра; P-47 Тандерболт                |                    | Ещё 4 вероятные победы. Сбит зенитным огнём и погиб 4.02.1945 г. |
| Пуап, Ролан де ла фр. Roland Paulze d'Ivoy de la Poype | Нормандия — Неман                            | 18 (6/10/1 поврежд./1 вероятн.) | Спитфайр; Як-1; Як-9; Як-3                                   | 125                | Герой Советского Союза. Все победы, кроме одной групповой, одержаны в СССР. |
| Дельфино, Луи фр. Louis Delfino                        | GC 1/4, Нормандия — Неман                    | 16 (5/11)                       | Curtiss P-36 Hawk; Bloch MB.150; Аэрокобра; Як-1; Як-9; Як-3 | 207                | 8 побед во Франции (1940), 1 победа над англичанами (1942), 7 побед в СССР. |
| Андре, Жак фр. Jacques André                           | GC II/3, Нормандия — Неман                   | 16                              | Девуатин D.520; Як-9; Як-3                                   | 130                | Герой Советского Союза. Сбил 1 британский самолёт (1942), остальные победы в СССР. |
| Соваж, Роже фр. Roger Sauvage                          | GC 1/5, GC 2/2, Нормандия — Неман            | 16                              | Curtiss P-36 Hawk, Potez 630, Як-9; Як-3                     |                    | 2 победы во Франции (1940), остальные в СССР |
| Уильям, Роберт                                         |                                              | 6                               |                                                              |                    | |

## Хорватия
После разгрома Югославии и создания немецкими оккупантами марионеточного Независимого государства Хорватия, в составе его Вооружённых Сил были созданы ВВС Хорватии, которые воевали на советско-германском фронте на стороне Германии, а также против ВВС союзников на Средиземном море и на Балканах. К весне 1945 года были полностью разгромлены и фактически прекратили своё существование ещё до конца войны. Данные о пилотах Хорватии приведены по: Зефиров М.В. Асы Второй мировой войны: Союзники Люфтваффе: Венгрия. Румыния. Болгария. Хорватия. Словакия. Испания - М.: ACT, 2002 г. 
| Фамилия, Имя                           | Авиационный полк   | Победы личные | Победы в группе | Самолёт                 | Количество вылетов / воздушных боёв | Примечания |
| -------------------------------------- | ------------------ | ------------- | --------------- | ----------------------- | ----------------------------------- | --- |
| Дуковац, Мато хорв. Mato Dukovac       | 15./JG 52, ВВС ЮНА | 35            |                 | Messerschmitt Bf.109G-4 |                                     | 20 сентября 1944 года дезертировал и служил инструктором в авиашколе НОАЮ, в апреле 1945 года дезертировал вторично и бежал в Италию. |
| Галич, Цвитан хорв. Cvitan Galić       | JG52               | 30            |                 | Messerschmitt Bf.109G-4 |                                     | Ещё от 6 до 8 заявленных побед не имеют подтверждения. Сбит в воздушном бою с американскими истребителями и погиб 6 апреля 1944 г.    |
| Иванич, Драгутин хорв. Dragutin Ivanić | 15./JG52           | 18            |                 | Messerschmitt Bf.109G   |                                     | |
| Иосип Елачич Josip Jelacic             | JG52               | 16            |                 | Messerschmitt Bf.109G   |                                     | |
| Жергович, Иван Ivan Jergovic           | JG52               | 16            |                 | Messerschmitt Bf.109G   |                                     | В начале мая 1945 года сбит зенитным огнём войск НОАЮ, захвачен в плен и расстрелян.                                                  |
| Джал, Франьо хорв. Franjo Džal         | 15./JG52           | 16            |                 | Messerschmitt Bf.109G   |                                     | Ещё от 3 до 5 заявленных побед не были подтверждены и не засчитаны.                                                                   |
| Бенцетич, Льюдевит                     | 13.(Slow)/JG52     | 15            |                 | Messerschmitt Bf.109G   |                                     | |

## Чехословакия
Чехословакия была оккупирована нацистской Германией ещё до начала Второй мировой войны. Часть бывших офицеров (в том числе и лётчиков) сумели бежать из страны и продолжили борьбу в рядах армий других государств. Некоторые чехословацкие лётчики-истребители воевали в Королевских ВВС Великобритании, ВВС Франции и ВВС США. В созданной оккупантами марионеточной Словацкой республике существовали свои Военно-воздушные силы, лётчики которых воевали на стороне Германии на советско-германском фронте (см. выше раздел «Словакия»). После начала Словацкого национального восстания в 1944 году многие из них перешли на сторону восставших и сражались против немецких оккупантов в составе Партизанских ВВС Словакии, а после поражения восстания перелетели в СССР. В СССР в январе 1945 года была создана 1-я отдельная смешанная чехословацкая авиадивизия, два истребительных чехословацких авиационных полка в её составе сражались до последних дней войны. 
| Фамилия, Имя                                          | Авиационный полк                 | Победы личные | Победы в группе | Самолёт            | Количество вылетов / воздушных боёв | Примечания                              |
| ----------------------------------------------------- | -------------------------------- | ------------- | --------------- | ------------------ | ----------------------------------- | --------------------------------------- |
| Куттельвашер, Карел Мирослав чеш. Karel Kuttelwascher | GC III/6 (Франция), No.1 Sqn RAF | 18            | 2               | Москито, Харрикейн |                                     |                                         |
| Франтишек, Йозеф чеш. Josef František                 | No.303 Sqn RAF                   | 17            |                 | Харрикейн          |                                     | Погиб в воздушном бою 8 октября 1940 г. |

## Япония
В список внесены пилоты, одержавшие более 30 побед.
| Фамилия, Имя, Отчество                              | Авиаполк                                       | Победы личные | Самолёт                     | Количество вылетов / воздушных боев | Примечания |
| --------------------------------------------------- | ---------------------------------------------- | ------------- | --------------------------- | ----------------------------------- | --- |
| Хироёси Нисидзава (яп. 西澤 広義 Нисидзава Хироёси) | ВМС, 4, 201, 251, 253, «Тайнань» авиагруппы    | 87            | A5M, A6M                    |                                     | По другим данным 147—150. Погиб 26 октября 1944 года.                                                                     |
| Тэцудзо Ивамото (яп. 岩本 徹三 Ивамото Тэцудзо:)    | ВМС, 12, 203, 253, 254 авиагруппы              | 80            | A6M                         |                                     | По другим данным 202. |
| Сёити Сугита (яп. 杉田 庄一 Сугита Сё:ити)          | ВМС, 201, 204, 263, 301 авиагруппы             | 70            | A6M, N1K                    |                                     | По другим данным более 120. Участвовал в эскорте адмирала Ямамото. Погиб 15 апреля 1945 года.                             |
| Сигэо Фукумото (яп. 福本 繁夫 Фукумото Сигэо)       | ВМС                                            | 72            |                             |                                     | |
| Сабуро Сакаи (яп. 坂井 三郎 Сакаи Сабуро:)          | ВМС, 12, 343, «Тайнань», «Йокосука» авиагруппы | 64            | A5M, A6M, N1K               | ?/>200                              | |
| Такэо Окумура (яп. 奥村 武雄 Окумура Такэо)         | ВМС, 14, 201, «Рюйдзё» авиагруппы              | 54            | A6M                         |                                     | По другим данным 98. За день 14 сентября 1943 года сбил 9 самолётов. 22 сентября 1943 года не вернулся из боевого вылета. |
| Дзюнъити Сасаи (яп. 笹井 醇一 Сасаи Дзюнъити)       | ВМС, «Тайнань» авиагруппы                      | 54            | A6M                         | 76/?                                | Не вернулся из боевого вылета 26 августа 1942 года.                                                                       |
| Ясухико Куроэ (яп. 黒江 保彦 Куроэ Ясухико)         | Армия, 59, 64 сентай                           | 51            | Ki-27, Ki-44, Ki-84, Ki-102 |                                     | Был сбит три раза, трижды ранен. Сбил 4 B-29.                                                                             |
| Сатору Анабуки (яп. 穴吹 智 Анабуки Сатору)         | Армия, 50 сентай                               | 51            | Ki-27, Ki-43, Ki-84         | 173/?                               | Сбил 4 B-24 и 1 B-29 |
| Кэндзи Окабэ (яп. 岡部 健二 Окабэ Кэндзи)           | ВМС, 12, «Сёкаку», «Омура» авиагруппы          | 50            | A6M                         |                                     | 8 мая 1942 года в одном бою сбил 6 самолётов.                                                                             |
| Тосио Сакагава (яп. 坂川 敏雄 Сакагава Тосио)       | Армия                                          | >49           |                             |                                     | |
| Наоси Канно (яп. 菅野 直 Канно Наоси)               | ВМС, 201, 343 авиагруппы                       | 48            | A6M, N1K                    |                                     | Сбил 2 B-24. 1 августа 1945 года не вернулся из боевого вылета.                                                           |
| Рёдзи Охара (яп. 大原 亮治 О:хара Рё:дзи)           | ВМС, 6, 204, «Йокосука» авиагруппы             | 48            | A6M                         |                                     | Прозвище «Рабаульский убийца».                                                                                            |
| Ёсихико Накада (яп. 仲田 義彦 Накада Ёсихико)       | Армия                                          | 45            |                             |                                     | |
| Иёдзо Фудзита (яп. 藤田 怡与藏 Фудзита Иёдзо)       | ВМС, 301, «Сорю», «Хирю» авиагруппы            | 42            | A6M                         |                                     | |
| Суми Камито (яп. 上戸 住 Камито Суми)               | Армия                                          | >40           |                             |                                     | |
| Садами Комати (яп. 小町 定 Комати Садами)           | ВМС, 204, 253, «Сёкаку», «Йокосука» авиагруппы | 40            | A6M                         | ?\>180                              | |
| Исаму Сасаки (яп. 佐々木 勇 Сасаки Исаму)           | Армия, 50 сентай                               | >38           |                             |                                     | Сбил 6 B-29 |
| Мицуёси Таруи (яп. 垂井 光義 Таруи Мицуёси)         | Армия                                          | 38            |                             |                                     | |
| Канэёси Муто (яп. 武藤 金義 Муто: Канэёси)          | ВМС, 3, 12, 252, 343, «Йокосука» авиагруппы    | 35            | A5M, A6M, N1K               |                                     | Был сбит 24 июля 1945 года.                                                                                               |
| Тосио Ота (яп. 太田 敏夫 О:та Тосио)                | ВМС, «Тайнань» авиагруппа                      | 34            | A6M                         |                                     | Был сбит 21 октября 1942 года.                                                                                            |
| Исаму Касиидэ (яп. 樫出 勇 Касиидэ Исаму)           | Армия, 4, 59 сентай                            | 33            | Ki-27, Ki-45                |                                     | Сбил 26 B-29. |
| Кацуми Амма (яп. 安間 克己 Амма Кацуми)             | Армия                                          | 32            |                             |                                     | |
| Морицугу Канаи (яп. 金井 守告 Канаи Морицугу)       | Армия, 11, 25, 87 сентай                       | 32            | Ki-43                       |                                     | |
| Кадзуо Сугино (яп. 杉野 計雄 Сугино Кадзуо)         | ВМС                                            | 32            |                             |                                     | |
| Такэо Танимидзу (яп. 谷水 竹雄 Танимидзу Такэо)     | ВМС, 203, «Сёкаку», «Тайнань» авиагруппа       | 32            | A6M                         |                                     | |
| Сада Кога (яп. 古賀 貞 Сада Кога)                   | Армия                                          | 31            |                             |                                     | |
| Сусуму Исихара (яп. 石原 進 Исихара Сусуму)         | ВМС                                            | >30           |                             |                                     | |
| Рётаро Дзёбо (яп. 上坊 良太郎 Дзё:бо: Рё:таро:)     | Армия, 33, 64 сентай                           | >30           | Ki-27, Ki-43, Ki-44         |                                     | |
| Сёго Такэути (яп. 竹内 正吾 Такэути Сё:го)          | Армия, 64, 68 сентай                           | >30           | Ki-43, Ki-61                | >90/?                               | Погиб 15 декабря 1943 года.                                                                                               |

## Список сокращений и условные обозначения
«иап» — Истребительный авиационный полк 

«гв. иап» — Гвардейский истребительный авиационный полк 

«ПВО» — противо-воздушная оборона 

«БФ» — Балтийский флот 

«СФ» — Северный флот 

«ЧФ» — Черноморский флот

«Esc. Vân.» — рум. Escadrila Vânatoare — истребительная эскадрилья румынских ВВС

«FG» — англ. Fighter Group — Истребительная группа 

«Gr. Vân.» — рум. Grupul Vânatoare — истребительная группа румынских ВВС

«JG» — нем. Jagdgeschwader — Истребительная эскадра 

«JV» — нем. Jagdverband — Истребительное подразделение 

фин. «Lentolaivue» = «LLv» (до 05.1944) = «LeLv» (после 05.1944) — эскадрилья

фин. «Havittajalentolavivues» — фронтовые подразделения (Приказом от 14 февраля 1944 г.)

«Sqn» — англ. Squadron — эскадрилья

«>…» — более …

«<…» — менее …

«~…» — приблизительно (около) …

«?» — точно не установлено значение

" " — нет данных 